# Россия во мгле
«Россия во мгле» (англ. Russia in the Shadows) — документальное произведение английского писателя Герберта Уэллса, рассказывающее о его поездке в Советскую Россию в 1920 году. Книга состоит из серии статей, написанных Уэллсом для газеты «The Sunday Express».

## Сюжет
Герберт Уэллс впервые посетил Россию в 1914 году. Во второй раз писатель получил возможность снова приехать в страну уже в 1920 году, в разгар гражданской войны и послереволюционной разрухи.
Уэллс описывает контраст между имперской Россией и молодой Советской республикой, рисует широкую картину жизни государства и общества. В отличие от Джона Рида, также писавшего о России этого времени, он относится к попыткам построения в стране нового общества довольно скептически. Отдельная глава посвящена встрече Уэллса с В. И. Лениным.
В России книга впервые была издана в 1922 году с предисловием М. Е. Равича-Черкасского.

## Русские издания
- Уэллс Г. Россия во мгле. — Харьков, 1922. — 98 с.
- Уэллс Г. Россия во мгле / перевод В. Пастоева и И. Виккер; предисловие Г. Кржижановского. — Москва, 1959. — 104 с. — 500 000 экз.
- Уэллс Г. Россия во мгле / перевод А. Голембы // Уэллс Г. Собрание сочинений в пятнадцати томах. — М., 1964. — Т. 15. — С. 313-376. — 463 с. — 350 000 экз.
- Уэллс Г. Россия во мгле / перевод В. Хинкиса ; предисловие И. Майского. — Москва, 1970. — 223 с.
- Уэллс Г. Россия во мгле / перевод В. Пастоева и И. Виккер; предисловие Г. Кржижановского. — Москва, 2014. —  143 с. [1]